# Marcel Marcilloux
Marcel Marcilloux (Aix-en-Provence, 13 de octubre de 1980) es un deportista francés que compite en esgrima, especialista en la modalidad de florete.
Ganó cuatro medallas en el Campeonato Mundial de Esgrima entre los años 2006 y 2013, y tres medallas en el Campeonato Europeo de Esgrima entre los años 2005 y 2011.
Participó en los Juegos Olímpicos de Londres 2012, ocupando el octavo lugar en la prueba por equipos.

## Palmarés internacional
| Campeonato Mundial | Campeonato Mundial      | Campeonato Mundial | Campeonato Mundial  |
| Año                | Lugar                   | Medalla            | Prueba              |
| ------------------ | ----------------------- | ------------------ | ------------------- |
| 2006               | Turín (Italia)          | Medalla de oro     | Florete por equipos |
| 2007               | San Petersburgo (Rusia) | Medalla de oro     | Florete por equipos |
| 2011               | Catania (Italia)        | Medalla de plata   | Florete por equipos |
| 2013               | Budapest (Hungría)      | Medalla de bronce  | Florete por equipos |
| Campeonato Europeo |                         |                    |                     |
| Año                | Lugar                   | Medalla            | Prueba              |
| 2005               | Zalaegerszeg (Hungría)  | Medalla de bronce  | Florete por equipos |
| 2008               | Kiev (Ucrania)          | Medalla de bronce  | Florete por equipos |
| 2011               | Sheffield (Reino Unido) | Medalla de plata   | Florete por equipos |